# Kate del Castillo
Kate del Castillo Negrete Trillo, née le 23 octobre 1972 à Mexico est une actrice mexicaine.

## Biographie

### Jeunesse
Del Castillo est la fille de Kate Trillo et Eric del Castillo, une célébrité de l'âge d'or du cinéma mexicain et ancien acteur de soap opera lui-même. Del Castillo à une sœur.

### Carrière
Elle fait ses débuts d'actrice en 1980 quand elle participe à au film The Last Escape. Elle est devenue célèbre en 1991 quand elle joue le rôle de Leticia dans la telenovela Muchachitas qui atteint les meilleures audiences au Mexique, à Porto Rico, au Venezuela, au Pérou, et parmi les publics hispaniques aux États-Unis.
En 2002 et 2003, elle se lance dans une tournée internationale aux côtés de l'acteur argentin Saul Lisazo, une autre figure bien connue au Mexique dans Cartas de Amor (Love Letters).
En novembre 2007, elle a été nommée comme l'une des « Étoiles de l'année »[réf. nécessaire].
En 2009, del Castillo a été nommé Ambassadeur de la Commission mexicaine des droits de l'homme et l'année suivante, elle a contribué au lancement de la campagne Blue Heart afin de sensibiliser et de lutter contre la traite des êtres humains.
En 2011 elle est désignée l'une des « 25 femmes les plus influentes » et « 50 plus belles » par l'édition espagnole de People magazine.[réf. nécessaire]
Elle réalise aidée par Sean Penn, en 2015, une interview du narcotrafiquant en fuite Joaquín Guzmán dit "El Chapo".

### Vie privée
Le 3 février 2001, elle a épousé le joueur de football Luis García Postigo. Le mariage a été dissous le en septembre 2004. Del Castillo vit à Los Angeles. Le 22 août 2005, la police de Los Angeles a signalé que la nouvelle maison de del Castillo avait été cambriolée par des voleurs, qui ont pris des bijoux de l'actrice.
En août 2009, del Castillo a épousé Aarón Díaz lors d'une cérémonie à Las Vegas. Le 26 juillet 2011, il a été annoncé que Kate et Díaz se séparaient.
Le 9 janvier 2012, Del Castillo postait le soutien controversé pour le trafiquant de drogue Chapo Guzman sur son Twextra page, la mention « Aujourd'hui, je crois plus à la Guzmán Chapo [que] le gouvernement qui cache des vérités pénibles de ma part, qui cachent le remède contre le cancer, le SIDA, etc. pour leur propre bénéfice et de la richesse. »

## Filmographie

### Cinéma
- 1978 : Los de abajo de Servando Gonzalez
- 1983 : Las Sobrinas del diablo d'Eric del Castillo
- 1990 : El ultimo escape de Jorge Manrique : Barbara
- 1990 : Ambicion sangrienta de Jorge Manrique : Barbara
- 1994 : Amor que mata de Valentin Trujillo
- 1997 : Educacion sexual en breves lecciones d'Alejandro Gamboa :- Ana
- 1997 : Reclusorio segment Sangre entre mujeres d'Ismael Rodriguez : Estrella Uribe
- 1999 : Sendero Mortal II de Javier Montaño
- 2004 : Avisos de ocasion de Henry Bedwell : Amanda
- 2005 : American Visa de Juan Carlos Valdivia : Blanca
- 2006 : Les Oubliées de Juarez (Bordertown) de Gregory Nava : Elena Diaz
- 2006 : Lime Salted Love de Danielle Agnello et Joe Hall : Isabelle Triebel
- 2007 : The Black Pimpernel de Asa Faringer et Ulf Hultberg : Consuelo Fuentes
- 2007 : Trade de Marco Kreuzpaintner : Laura
- 2007 : La misma luna de Patricia Riggen : Rosario
- 2008 : Julia d'Erick Zonca : Elena
- 2008 : Bad Guys de Rick Jacobson : Zena
- 2009 : Down for Life d'Alan Jacobs : Esther
- 2011 : Without Men de Gabriela Tagliavini : Cleotilde
- 2012 : Colosio : El asesinato de Carlos Bolado : Veronica
- 2012 : K-11 de Jules Stewart : Mousey
- 2013 : A Miracle in Spanish Harlem de Derek Partridge : Eva
- 2014 : El Crimen del Cacaro Gumaro d'Emilio Portes : Kate / Rosario
- 2014 : Double Trahison (No Good Deed) de Sam Miller : Alexis
- 2014 : La Légende de Manolo (The Book of Life) de Jorge R. Gutierrez : La Mort (voix)
- 2014 : Visitantes d'Acan Coen : Ana
- 2015 : Les 33 (The 33) de Patricia Riggen : Katty
- 2016 : Americano de Ricardo Arnaiz, Mike Kunkel et Raul Garcia : Rayito (voix)
- 2018 : All About Nina d'Eva Vives : Lake
- 2018 : El chicano de Ben Hernandez Bray : La Femelle
- 2020 : Bad Boys for Life d'Adil El Arbi et Bilall Fallah : Isabel Aretas
- 2022 : Hunting Ava Bravo de Gary Auerbach : Ava Bravo
- 2023 : Dora and the Fantastical Creatures de William Mata : Ale (voix)
- 2024 : Es por su bien d'Alfonso Pineda Ulloa : Nena
- 2024 : Bienvenue chez les Casagrandes : Le film (The Casagrandes Movie) d'Miguel Puga : Sisiki (voix)

### Télévision
- 1994–1995 : Imperio de cristal : Narda Lombardo
- 1998–1999 : La mentira : Veronica Fernández
- 2008–2009 : El Pantera : Mariana
- 2008–2009 : The Cleaner : Josefina
- 2009–2010 : Weeds (saisons 5 et 6) : Pilar Zuazo
- 2011 : Les Experts : Miami (CSI: Miami) : Sergent Anita Torres
- 2011-2023 : La Reine du sud (La Reina del Sur) : Teresa Mendoza
- 2013 : Dallas : Sergent Marisela Ruiz
- 2013 : Grimm (saison 2) : Valentina Espinosa
- 2014 : Killer Women : Esmeralda Montero
- 2015 : Jane the Virgin : Luciana Leon
- 2015 : Dueños del paraíso : Anastasia Cardona
- 2016 : Telenovela : Kate
- 2016 : #ThisIsCollege (mini-série) : Caterina
- 2016-2017 : Revolucion - Las batallas de Celaya (mini-série) : Joaquina
- 2017-2018 : Ingobernable : Emilia Urquiza García, Première dame du Mexique
- 2021 : Mr. Mayor : Victoria Santos
- 2021 : Maya and the Three : Lady Micte (voix)
- 2022 : Armas de mujer : Angela Fernandez
- 2023 : Volver à caer : Anna Montes de Oca
- 2023-2024 : Monster High : Un lycée pas comme les autres (Monster High) : Selena Wolf (voix)
- 2024 : Dora : Voix d'Ale
- 2024 : The Cleaning Lady : Ramona Sanchez